# Giuseppe Catalano (calciatore)
Giuseppe Catalano (Potenza, 23 marzo 1960) è un allenatore di calcio ed ex calciatore italiano, di ruolo centrocampista.

## Carriera

### Giocatore
Ha disputato 5 incontri in Serie A, tre con la Pistoiese nella stagione 1980-1981 (esordio in massima serie il 29 marzo 1981 in occasione della sconfitta esterna col Perugia) e due con l'Udinese in avvio della stagione 1989-1990 (prima di essere ceduto in prestito alla Triestina nella sessione autunnale del calciomercato).
Ha inoltre disputato cinque campionati di Serie B, con le maglie di Messina, Udinese, Triestina e Reggina, per complessive 150 presenze e 27 reti fra i cadetti. Nella stagione 1988-1989, con 33 presenze e 4 reti, ha contribuito alla promozione dell'Udinese in massima serie.
Nella stagione 1991-92 scende in serie D con l'Akragas che guida alla vittoria del campionato. Disputa poi altre due stagioni con l'Akragas in serie C2 (1992-1994) e chiude la carriera giocando altri cinque campionati in Serie D con Catania, Sancataldese, Peloro, Milazzo e infine ancora con l'Akragas nel 1998-99 .

### Allenatore
Ha svolto l'attività di allenatore principalmente in Sicilia, iniziando dalla panchina dell'Akragas.

## Palmarès

### Giocatore
- Campionato italiano Serie C1: 1

Messina: 1985-1986 (girone B)
- Campionato Interregionale: 1

Akragas: 1991-1992 (girone L)